# Ogandi
Ogandi is een plaats in de Estlandse gemeente Hiiumaa, provincie (en eiland) Hiiumaa. De plaats heeft de status van dorp (Estisch: küla).
Ogandi lag tot in oktober 2013 in de gemeente Kõrgessaare, daarna tot in oktober 2017 in de gemeente Hiiu en sindsdien in de fusiegemeente Hiiumaa.

## Bevolking
In 2000 had het dorp één inwoner, in 2011 ook. In 2021 werd het aantal inwoners opgegeven als ‘< 4’.

## Geschiedenis
Ogandi werd voor het eerst genoemd in 1795 onder de naam Ogganidi Jaak, een boerderij in het dorp Mudaste, dat bij het landgoed van Hohenholm (Kõrgessaare) hoorde. Het is niet bekend wanneer de plaats voor het eerst als dorp werd beschouwd.
In de jaren veertig van de 20e eeuw werd het dorp opnieuw bij het noordelijke buurdorp Mudaste gevoegd. Pas in 1997 werd het hersteld als apart dorp.